# Olivarez
Olivarez és una concentració de població designada pel cens dels Estats Units a l'estat de Texas. Segons el cens del 2000 tenia 2.445 habitants.

## Demografia
Segons el cens del 2000, Olivarez tenia 2.445 habitants, 511 habitatges, i 481 famílies. La densitat de població era de 255,8 habitants/km².
Dels 511 habitatges en un 70,8% hi vivien nens de menys de 18 anys, en un 77,9% hi vivien parelles casades, en un 12,1% dones solteres, i en un 5,7% no eren unitats familiars. En el 4,5% dels habitatges hi vivien persones soles l'1,4% de les quals corresponia a persones de 65 anys o més que vivien soles. El nombre mitjà de persones vivint en cada habitatge era de 4,76 i el nombre mitjà de persones que vivien en cada família era de 4,88.
Per edats la població es repartia de la següent manera: un 41,7% tenia menys de 18 anys, un 13% entre 18 i 24, un 27,6% entre 25 i 44, un 13,7% de 45 a 60 i un 4% 65 anys o més.
L'edat mediana era de 22 anys. Per cada 100 dones de 18 o més anys hi havia 99,4 homes.
La renda mediana per habitatge era de 28.636 $ i la renda mediana per família de 26.641 $. Els homes tenien una renda mediana de 20.809 $ mentre que les dones 15.469 $. La renda per capita de la població era de 7.294 $. Aproximadament el 36,2% de les famílies i el 41,1% de la població estaven per davall del llindar de pobresa.

## Poblacions més properes
El següent diagrama mostra les poblacions més properes.